# 诺曼·洛厄尔
诺曼·洛厄尔（1946年7月29日—）是一位马耳他极端民族主义作家，也是极右翼政党的欧洲帝国的创始人兼党魁。他也是一名合格的银行家、艺术家和武术专家。

## 政治生涯
欧洲帝国主张欧洲是白人的家园，该党的宗旨是团结“所有欧洲人”，因此有了“欧罗巴帝国”(Imperium Europa，即“欧洲帝国”)的名号，从而形成了“一种欧洲式的纽带，这种纽带通过精神、种族、高雅文化培育、高压政治保护和精英阶层执行而形成”。洛厄尔在他的构想中结合了宇宙有神论和弗朗西斯·帕克·约克的统治权思想。
诺曼·洛厄尔参加了2004年6月12日在马耳他举行的第一次欧洲议会选举，从250,691张选票中获得1,603(0.64%)张选票。2009年6月6日，洛厄尔再次参加了在马耳他举行的欧洲议会选举。在322,411张选票中，他获得了3559张选票，得票率仅略高于1%。在2014年欧洲议会选举中，诺曼·洛厄尔的得票数再次翻了一番，超过了7000张，这一次超过了绿党领袖阿诺德·卡索拉。
在2008年3月的议会选举中，洛厄尔在第11和第12选区大力开展反对非法移民的活动，成为该党的候选人。他在两个选区的第一次计票中获得84票，占总票数的0.03%。
诺曼·洛厄尔是马耳他出生的意大利法西斯分子卡梅洛·博格·皮萨尼的坚定支持者和崇拜者，后者认为英国的统治正在摧毁马耳他的拉丁灵魂，因此主张驱逐英国人，并因此加入了民族法西斯党。

### 政治立场
因为他发表了诋毁非洲移民的言论，以及他对反犹太言论和关于犹太人依赖的阴谋论，洛厄尔在其他地方使用白人民族主义者的说法，称自己是种族主义者。洛厄尔说,他是“既不是纳粹也不是法西斯”,他将“五分钟内将党内所有纳粹分子开除出党”,因为他是“一个强大的自由主义者”。但他将《我的奋斗》形容为“书”,将阿道夫·希特勒为“英雄”,称纳粹大屠杀是“神圣的骗局”。他还赞扬了伊朗总统艾哈迈迪内贾德。

## 对武术的研究
自20世纪70年代以来，洛厄尔一直对东方武术感兴趣，他主要研究形意拳和太极拳。并且洛厄尔将两者融合，创立了新的拳法，被称为马耳他拳术。

## 争议
2008年3月27日，诺曼·洛厄尔因三项种族仇恨罪名和一项侮辱马耳他总统的罪名被判处两年监禁，缓期四年执行。他还被责令支付500欧元的罚款。
诺曼·洛厄尔在法院外对记者和一小群人说:“这是悲伤的一天，对马耳他人来说是非常悲伤的一天，自由之光已经熄灭，我们正回到中世纪，媒体将成为体制内的第一批受害者，因为他们在报道时必须格外小心。”